# عيسى الأردبيلي
الشيخ عيسى خان الأردبيلي (ت. 1100 هـ). هو رجل دين شيعي كان من تلامذة محمد باقر المجلسي؛ حيث قرأ عليه في أصفهان، ثم انتقل إلى الهند، وعاش فيها سنين طويلة تقرب من العشرين سنة.

## مؤلفاته
- شرح دعاء صنمي قريش. شرحٌ بالفارسية على دعاء صنمي قريش.[2]

### كتب
- معجم المؤلفين. عمر كحالة، طبع بيروت - لبنان، تاريخ الطبع مفقود، منشورات إحياء التراث العربي.
- الذريعة إلى تصانيف الشيعة. آغا بزرگ الطهراني، طبع بيروت - لبنان، تاريخ الطبع مفقود، منشورات دار الأضواء.

### إشارات مرجعية
1. 1 2  
كحالة، عمر. معجم المؤلفين - ج8. ص. 19. مؤرشف من الأصل في 2019-12-10.
2. ↑  
الطهراني، آغا بزرگ. الذريعة إلى تصانيف الشيعة - ج13. ص. 256. مؤرشف من الأصل في 2019-12-15.